# Sinogastromyzon
Sinogastromyzon is een geslacht van straalvinnige vissen uit de familie van steenkruipers (Balitoridae).

## Soorten
- Sinogastromyzon chapaensis Mai, 1978
- Sinogastromyzon daon Nguyen, 2005
- Sinogastromyzon dezeensis Li, Mao & Lu, 1999
- Sinogastromyzon hagiangensis Nguyen, 2005
- Sinogastromyzon hexaocellum Nguyen, 2005
- Sinogastromyzon hsiashiensis Fang, 1931
- Sinogastromyzon hypercorpus Nguyen, 2005
- Sinogastromyzon lixianjiangensis Liu, Chen & Yang, 2010
- Sinogastromyzon macrostoma Liu, Chen & Yang, 2010
- Sinogastromyzon maon Nguyen & Nguyen, 2005
- Sinogastromyzon minutus Mai, 1978
- Sinogastromyzon multiocellum Nguyen, 2005
- Sinogastromyzon namnaensis Nguyen, 2005
- Sinogastromyzon nanpanjiangensis Li, 1987
- Sinogastromyzon nantaiensis Chen, Han & Fang, 2002
- Sinogastromyzon puliensis Liang, 1974
- Sinogastromyzon rugocauda Mai, 1978
- Sinogastromyzon sichangensis Chang, 1944
- Sinogastromyzon szechuanensis Fang, 1930
- Sinogastromyzon tonkinensis Pellegrin & Chevey, 1935
- Sinogastromyzon wui Fang, 1930